# Confederação Sul e Centro Americana de Handebol
A Confederação Sul e Centro Americana de Handebol (em inglês:  South and Central America Handball Confederation, SCAHC; em castelhano:  Confederación Sur y Centro Americana de Balonmano, COSCABAL) é o órgão que rege o esporte olímpico de Handebol e Handebol de Praia na América do Sul e América Central. Filiada à Federação Internacional de Handebol (IHF, na sigla em inglês) e com sede em Santiago, a Coscabol foi formada oficialmente em 5 de abril de 2019 em Cali, pouco mais de um ano após o descredenciamento e a divisão da antiga Federação Pan-Americana de Handebol, feita pela IFH, em duas novas entidades continentais: a SCAHC e a Confederação da América do Norte e do Caribe de Handebol (NACHC).

## Filiados
América do Sul 
- Argentina
- Brasil
- Bolívia
- Chile
- Colômbia
- Equador
- Guiana Francesa
- Guiana ✝
- Paraguai
- Peru
- Uruguai
- Venezuela

América Central
- Belize
- Costa Rica
- El Salvador
- Guatemala
- Honduras
- Nicarágua
- Panamá

- ✝ significa membro não ativo

## Competições

### Seleções nacionais
- Campeonato Sul e Centro-Americano de Handebol Masculino
- Campeonato Sul e Centro-Americano de Handebol Feminino
- Campeonato das Nações Emergentes da América do Sul e Central da IHF
- Campeonato Sul e Centro-Americano de Handebol Masculino Júnior
- Campeonato Sul e Centro-Americano de Handebol Feminino Júnior
- Campeonato Sul e Centro-Americano de Handebol Masculino Juvenil
- Campeonato Sul e Centro-Americano de Handebol Feminino Juvenil

### Clubes nacionais
- Campeonato Sul e Centro-Americano de Clubes de Handebol Masculino
- Campeonato Sul e Centro-Americano de Clubes de Handebol Feminino

### Handebol de Praia
- Campeonato Sul e Centro-Americano de Handebol de Praia Masculino
- Campeonato Sul e Centro-Americano de Clubes de Handebol de Praia Masculino
- Campeonato Sul-Americano de Handebol de Praia Juvenil Masculino